# Jazz Messengers

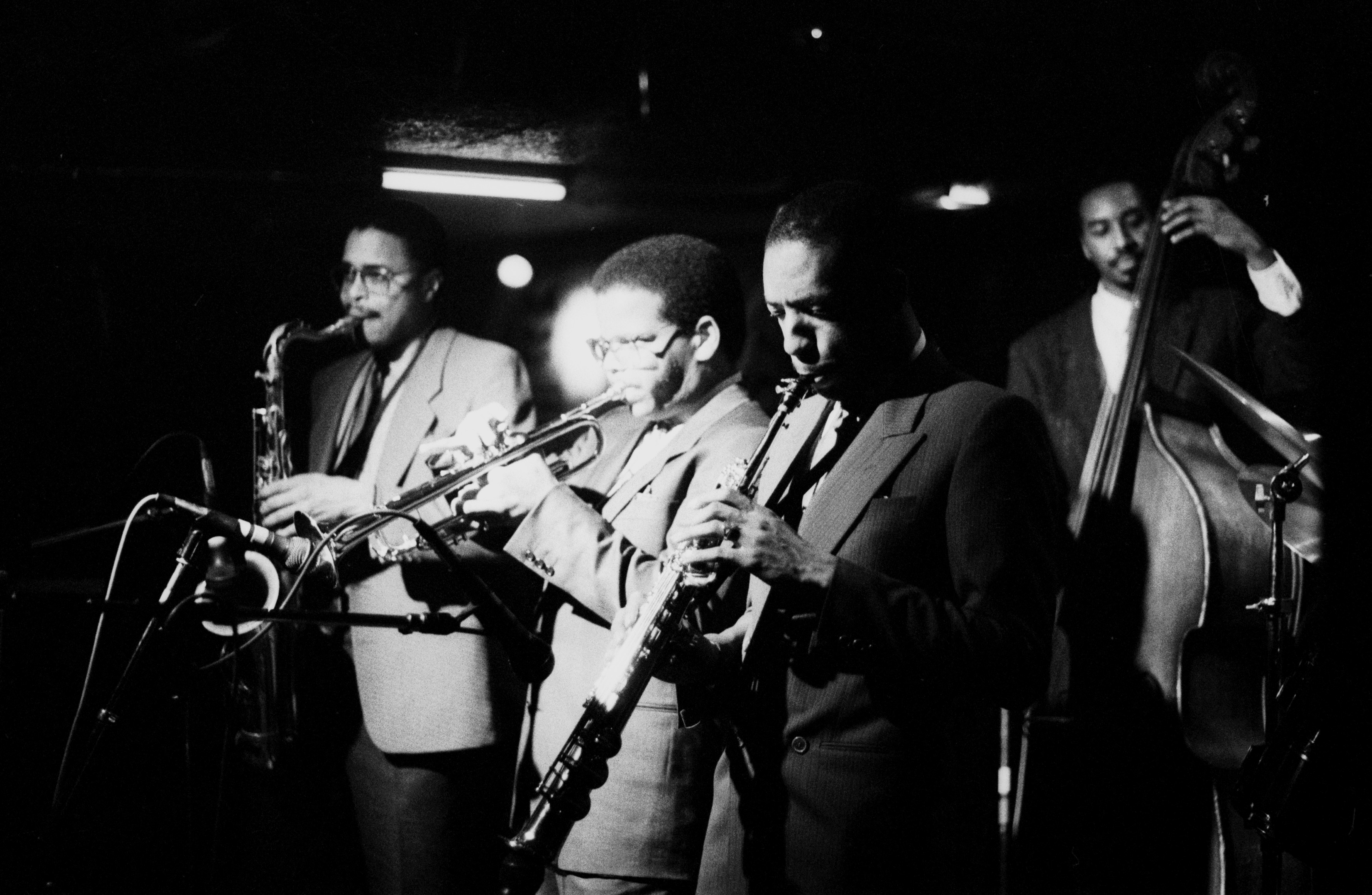
Jazz Messengers em Concerto (1985)

Jazz Messengers (1955–1990) foi um grupo de jazz criado por Art Blakey e Horace Silver, este último saiu do grupo em 1956, e Art Blakey tornou líder da banda quando havia assinado um contrato com a gravadora Blue Note Records.
A formação original era um quinteto no qual contava com músicos como Clifford Brown, Lee Morgan, Freddie Hubbard, Wayne Shorter, Wynton Marsalis, com tempo alternando com um sexteto e nos últimos anos, septeto, e octeto. O Jazz Messengers sempre permaneceu fiel ao estilo do hard bop, considerada "mainstream" na era do jazz moderno.

## Músicos que já fizeram parte do grupo ao longo da carreira
- 1953: Art Blakey - bateria
- 1953: Horace Silver - piano
- 1953: Lou Donaldson - saxofone alto
- 1953: Kenny Dorham - trompete
- 1953: Gene Ramey - contrabaixo
- 1954: Clifford Brown - trompete
- 1954: Curly Russell - contrabaixo
- 1955: Hank Mobley - saxofone tenor
- 1955: Doug Watkins - contrabaixo
- 1955: Donald Byrd - trompete
- 1957: Johnny Griffin - saxofone
- 1958: Lee Morgan - trompete
- 1958: Benny Golson - saxofone tenor e direção musical
- 1958: Bobby Timmons - piano
- 1959: Wayne Shorter - saxofone tenor e direção musical
- 1961: Cedar Walton - piano
- 1961: Freddie Hubbard - trompete
- 1961: Curtis Fuller - trombone
- 1965: Keith Jarrett - piano
- 1965: Chuck Mangione - trompete
- 1966: Frank Mitchell - saxofone tenor
- 1973: Woody Shaw - trompete
- 1977: Valery Ponomarev - trompete
- 1977: Bobby Watson - saxofone alto
- 1977: James Williams - piano
- 1980: Wynton Marsalis - trompete
- 1982: Terence Blanchard - trompete